# Утёс (Брестская область)
Утёс (бел. Уцёс) — деревня в Барановичском районе Брестской области Белоруссии. Входит в состав Малаховецкого сельсовета. Население — 191 человек (2019).
В основе названия лежат понятия тесать, тёс.

## История
В 1897 году в Островской волости Новогрудского уезда Минской губернии. С 1921 года в гмине Остров Барановичского повета Новогрудского воеводства межвоенной Польши.
С 1939 года в составе БССР. С 15 января 1940 года центр сельсовета в Новомышском районе Барановичской, с 8 января 1954 года Брестской областей, с 8 апреля 1957 года в Барановичском районе. С 12 октября 1940 года — центр сельсовета.
С конца июня 1941 до 8 июля 1944 года была оккупирована немецко-фашистскими захватчиками, убиты 15 человек и разрушен 91 дом. На фронтах войны погибли 40 односельчан.
В 1972 году присоединены соседние деревни Гайковцы, Забервечье и Хвоевата.
До 26 июня 2013 года входила в состав Утёсского сельсовета.

## Население
| Численность населения (по переписи) | Численность населения (по переписи) | Численность населения (по переписи) | Численность населения (по переписи) | Численность населения (по переписи) | Численность населения (по переписи) | Численность населения (по переписи) | Численность населения (по переписи) | Численность населения (по переписи) |
| 1897                                | 1909                                | 1921                                | 1939                                | 1959                                | 1970                                | 1999                                | 2009                                | 2019                                |
| ----------------------------------- | ----------------------------------- | ----------------------------------- | ----------------------------------- | ----------------------------------- | ----------------------------------- | ----------------------------------- | ----------------------------------- | ----------------------------------- |
| 732                                 | ↗967                                | ↘545                                | ↗970                                | ↘502                                | ↗836                                | ↘465                                | ↘340                                | ↘191                                |

## Достопримечательности
- Братская могила советских воинов. В сквере. Похоронены 32 воина, погибших в июле 1944 года при освобождении района от немецко-фашистских захватчиков. В 1960 году на могиле установлен памятник — скульптура воина со склонённым знаменем.
- Братская могила. Похоронены 2 воина, погибших в бою с немецко-фашистскими захватчиками в 1944 году. В 1982 году на могиле установлен обелиск.
- Памятник землякам. В центре деревни. Для увековечения памяти 112 земляков, погибших в годы Великой Отечественной войны, в 1984 году установлен обелиск[7].